# والاس سابين
والاس سابين (بالإنجليزية: Wallace Clement Sabine)‏ (13 يونيو 1868 - 10 يناير 1919)، هو فيزيائي أمريكي أسس علم الصوتيات المعمارية، تخرج من جامعة ولاية أوهايو في عام 1886 بعمر لم يتجاوز الثامنة عشر عاماً، قبل أن ينضم إلى جامعة هارفارد ويُصبح عضو تدريس فيها، وكان سابين مهندس صوتي لقاعة بوسطن.

## روابط خارجية
- والاس سابين على موقع الموسوعة البريطانية (الإنجليزية)